# Shaviyani
Cette page contient des caractères et des mots thâna comme ހ ou ފ. En cas de problème, consultez l’article Thâna ou testez votre navigateur.
Shaviyani est une subdivision des Maldives composée de la partie Nord de l'atoll Miladummadulu Nord. Ses 14 502 habitants se répartissent sur 16 des 51 îles qui composent la subdivision. Sa capitale est Funadhoo.